# Jump Square
Jump Square (ジャンプスクエア, Janpu Sukuea, geschreven als Jump SQ) is een Japans maandelijks shonen manga tijdschrift. Het magazine ging van start op 2 november 2007 ter vervanging van Monthly Shonen Jump, een ander Shueisha tijdschrift dat stopgezet werd in juni van datzelfde jaar. Het tijdschrift is deel van Shueisha's Jump reeks. De series in het magazine richten zich op een jong mannelijk publiek en gebruiken vaak fantasy settings met veel actiescènes. Net zoals de meeste shonen magazines is Jump Square gericht op de leeftijdsgroep 16-21 jaar. De huidige hoofdredacteur heet Kosuke Yahagi.

## Geschiedenis
Jump SQ, ook bekend als Jump Square, werd in het leven geroepen om Shueisha's stopgezette manga anthologie Monthly Shōnen Jump te vervangen. Vier mangareeksen werden tijdelijk naar Weekly Shonen Jump overgeplaatst tot de eerste uitgave van Jump Square, die deze reeksen ten slotte overnam. Deze titels, Tegami Bachi, Rosario + Vampire, Claymore en Gag Manga Biyori waren enkele van Jump Square's eerste titels, samen met nieuwe reeksen als Embalming -The Another Tale of Frankenstein-, Kure-nai en Dragonaut -The Resonance-. Naast gewone manga geeft het magazine ook light novels en one-shots uit.